# Bruno Langlois
Bruno Langlois (Matane, Bas-Saint-Laurent, Quebec, 1 de març de 1979) és un ciclista canadenc, professional des del 2005. Actualment corre a l'equip Garneau-Québecor. Del seu palmarès destaca el Campionat nacional en ruta del 2016.

## Palmarès
- 2006
  - 1r al Tobago Cycling Classic i vencedor d'una etapa
- 2010
  - Vencedor d'una etapa al Tour de Quebec
  - Vencedor d'una etapa a la Volta a la Independència Nacional
- 2011
  - 1r al Tour de Quebec i vencedor de 2 etapes
- 2012
  - Vencedor de 2 etapes al Tour de Quebec
  - Vencedor de 2 etapes a la Volta a la Independència Nacional
  - Vencedor d'una etapa al Tour de Beauce
  - Vencedor d'una etapa al Tour de Guadalupe
  - Vencedor de 2 etapes al Tour de Ruanda
- 2013
  - Vencedor d'una etapa a la Volta a la Independència Nacional
- 2015
  - Vencedor de 2 etapes al Gran Premi ciclista de Saguenay
- 2016
  -  Campionat del Canadà en ruta
- 2018
  - Vencedor d'una etapa al Tour de Guadalupe